# Tephritis longicauda
Tephritis longicauda är en tvåvingeart som beskrevs av Masahiro Sueyoshi 1998. Tephritis longicauda ingår i släktet Tephritis och familjen borrflugor. Inga underarter finns listade i Catalogue of Life.